# Бініно
Бініно (пол. Binino) — село в Польщі, у гміні Остроруґ Шамотульського повіту Великопольського воєводства.
Населення — 384 особи (2011).
У 1975-1998 роках село належало до Познанського воєводства.

## Демографія
Демографічна структура станом на 31 березня 2011 року:
|          | Загалом | Допрацездатний вік | Працездатний вік | Постпрацездатний вік |
| -------- | ------- | ------------------ | ---------------- | -------------------- |
| Чоловіки | 188     | 42                 | 131              | 15                   |
| Жінки    | 196     | 44                 | 108              | 44                   |
| Разом    | 384     | 86                 | 239              | 59                   |